# Katowicki Park Leśny
Katowicki Park Leśny (do 2010 Katowicki Park Leśny imienia Romana Stachonia) – park w Katowicach, położony w środkowej części miasta, w rejonie dzielnic Osiedle Paderewskiego-Muchowiec i Brynów część wschodnia-Osiedlu Zgrzebnioka.  
Jest to największy tego typu obszar w mieście, rozciągający się wzdłuż doliny Potoku Leśnego od kolonii św. Huberta i osiedla Ptasiego wzdłuż ulicy Trzech Stawów po Dolinę Trzech Stawów, która stanowi północną część Katowickiego Parku Leśnego. Charakteryzuje się obecnością zarówno obszarów o charakterze parkowym (zwłaszcza intensywnie wykorzystywana rekreacyjnie północna jego część), jak i półnaturalnych zbiorowisk leśnych i wodnych z licznymi stanowiskami gatunków chronionych oraz miejscami żerowania i rozrodów szeregu gatunków zwierząt. 

## Geografia

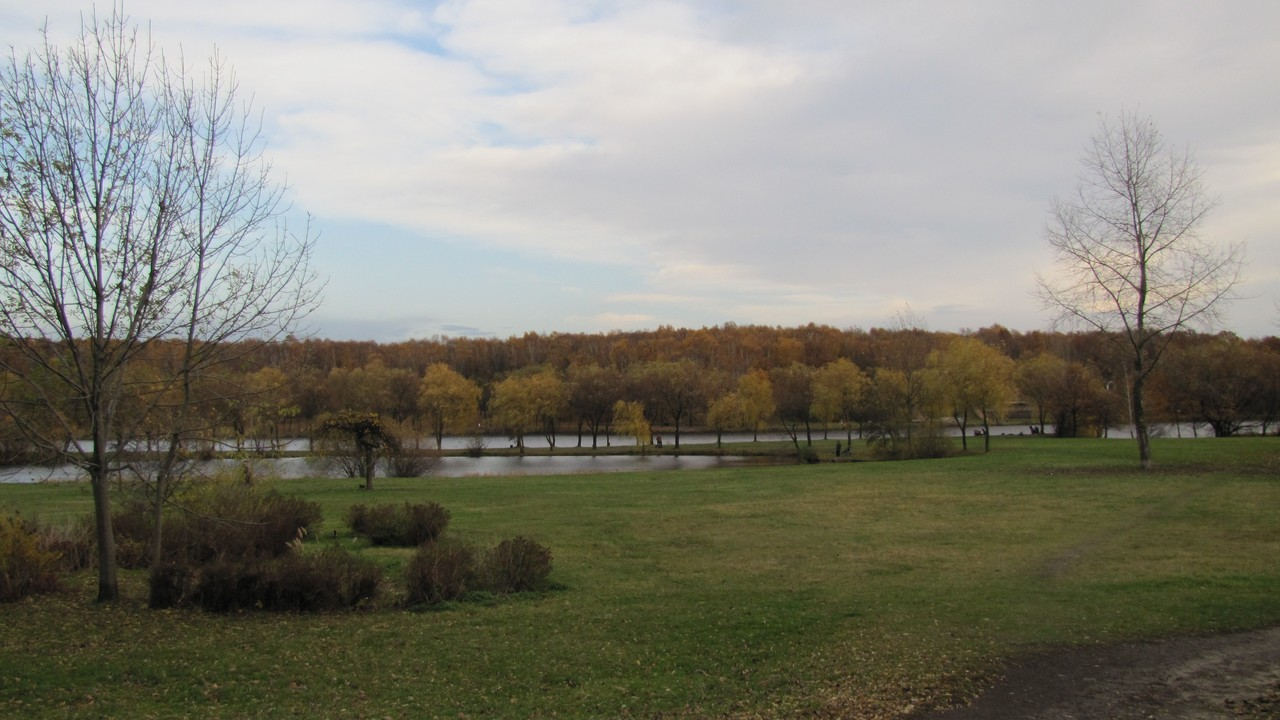
Fragment Doliny Trzech Stawów w Katowickim Parku Leśnym; widok w kierunku Mrówczej Górki (2012)

Katowicki Park Leśny położony jest w centralnej części miasta Katowice, na terenie dzielnicy Osiedle Paderewskiego-Muchowiec, i fragmentarycznie także w Brynowie części wschodniej-Osiedlu Zgrzebnioka. Park ciągnie się wzdłuż doliny Potoku Leśnego, a jego północną część stanowi Dolina Trzech Stawów. Od strony północnej Katowicki Park Leśny graniczy z Zawodziem, od wschodu z ulicą Murckowską i ulicą Pszczyńską, od południa ze zlikwidowaną stacją Katowice Muchowiec, a od zachodu z Brynowem. Dodatkowo sąsiaduje od strony północno-zachodniej z lotniskiem Katowice-Muchowiec i osiedlem I.J. Paderewskiego.
Katowicki Park Leśny znajduje się na obszarze mezoregionu Wyżyna Katowicka, natomiast pod względem geologicznym usytuowany jest w niecce górnośląskiej, która wypełniona jest utworami pochodzącymi z górnego karbonu w postaci łupków, piaskowców i zlepieńców zawierających pokłady węgla kamiennego. Powierzchniowo natomiast obszar parku wzdłuż doliny Potoku Leśnego budują plejstoceńskie mady, mułki, piaski i żwiry rzeczne, a dalej od niej eluwia glin zwałowych. Pod względem jednostek geomorfologicznych zachodnie fragmenty Katowickiego Parku Leśnego dochodzą do Wzgórz Kochłowickich, a pozostała, znaczna jego część znajduje się na Płaskowyżu Murcek dochodzącym do kilku wyraźnych grzęd, a dwie pierwsze są rozdzielone przez Dolinę Trzech Stawów.
Średnia roczna temperatura powietrza w wieloleciu 1961–2005 według danych ze stacji meteorologicznej na terenie Muchowca wynosi 8,1 °C, a średnia roczna suma opadów w latach 1951–2005 wynosi 713,8 mm. Pod względem sieci hydrograficznej Katowicki Park Leśny położony jest w dorzeczu Wisły, wzdłuż Potoku Leśnego, który jest prawym dopływem Rawy. Dolina Potoku Leśnego zachowała swoją tradycyjną nazwę – Dolina Trzech Stawów, wywodzącą się od liczby stawów istniejących tutaj od XIX wieku. Współcześnie jest ich 11, a ich łączna powierzchnia wynosi około 35 ha. Zachodnie fragmenty Katowickiego Parku Leśnego są położne w zlewni Kłodnicy, która jest częścią dorzecza Odry.

## Przyroda i ochrona środowiska

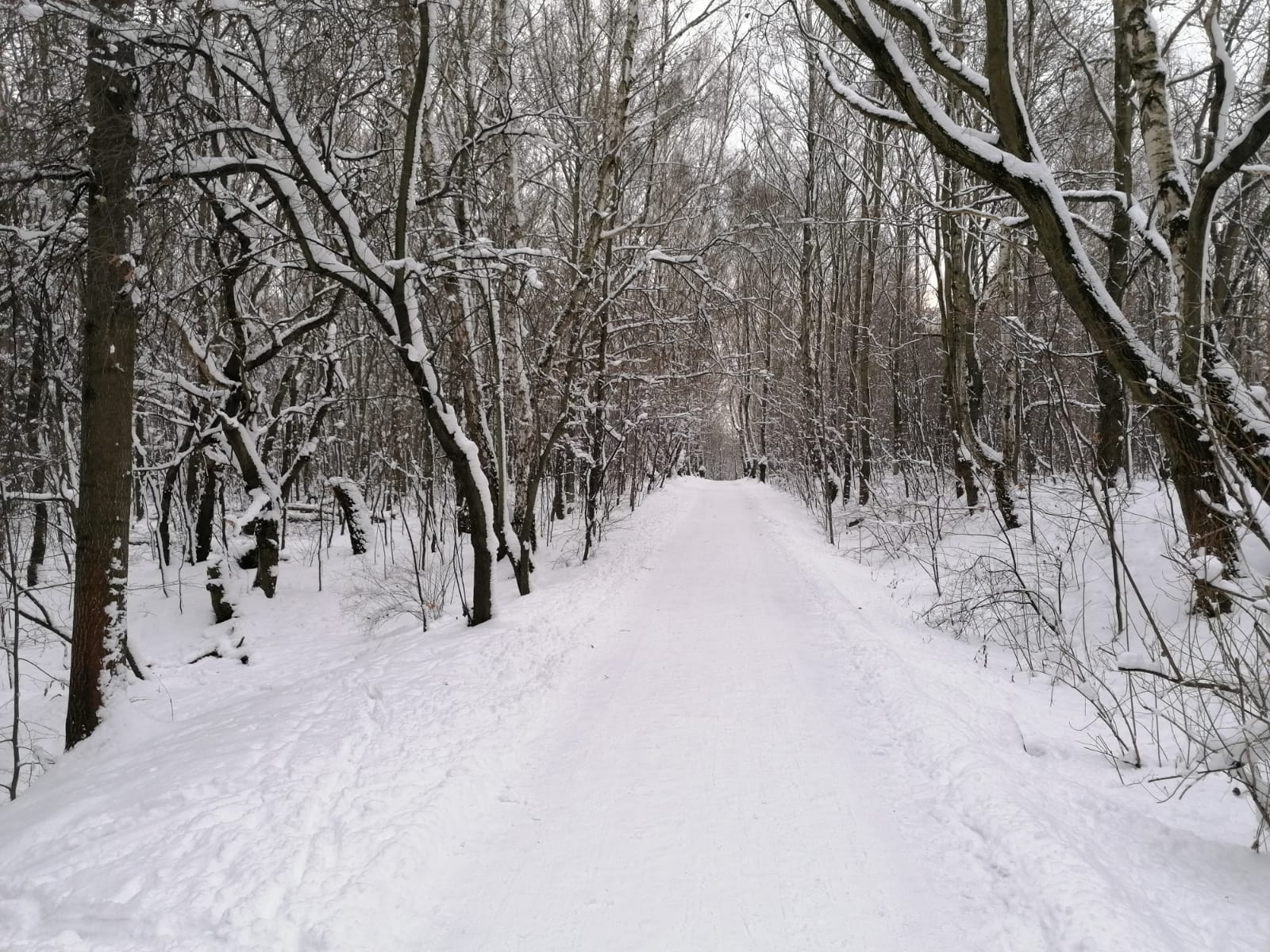
Jedna z alejek Katowickiego Parku Leśnego w okresie zimowym (2021)

Katowicki Park Leśny to obszar stawowo-parkowo-leśny. Występują tutaj różne, graniczące ze sobą siedliska, co sprawia, że zróżnicowanie fauny i flory jest bardzo duże. Roślinność samego tylko obszaru doliny Potoku Leśnego stanowi mieszankę różnego typu zbiorowisk wodnych, nadwodnych, bagiennych, łąkowych i leśnych o zachowanych w różnym stopniu walorach naturalnych i półnaturalnych. Zbiorowiskom tym towarzyszy roślinność synantropijna i kultywowana. Doliny niewielkich cieków i wilgotne zagłębienia terenu, w szczególnie w południowej części parku, porastają płaty lasy łęgowego. 
Katowicki Park Leśny obejmuje ślady historycznej Puszczy Śląskiej, tzw. Górnych Lasów Pszczyńskich. Park ten wchodzi także w skład leśnego pasa ochronnego Górnośląskiego Okręgu Przemysłowego.
W szacie leśnej Katowickiego Parku Leśnego dominują lasy mieszane z dominacją dębu, brzozy i sosny oraz lasy łęgowe. W podroście rośnie jarzębina, kruszyna, bez czarny i bez koralowy, a do częstych składników runa należą: skrzyp leśny, zawilec gajowy, gajowiec żółty, kokoryczka wielokwiatowa, dąbrówka rozłogowa oraz różnych gatunków trawy. Inne, rzadziej spotykane w Katowickim Parku Leśnym gatunki to m.in.: czworolist pospolity, kozłek bzowy, zachyłka oszczepowata, kopytnik pospolity, konwalia majowa i czyściec leśny.

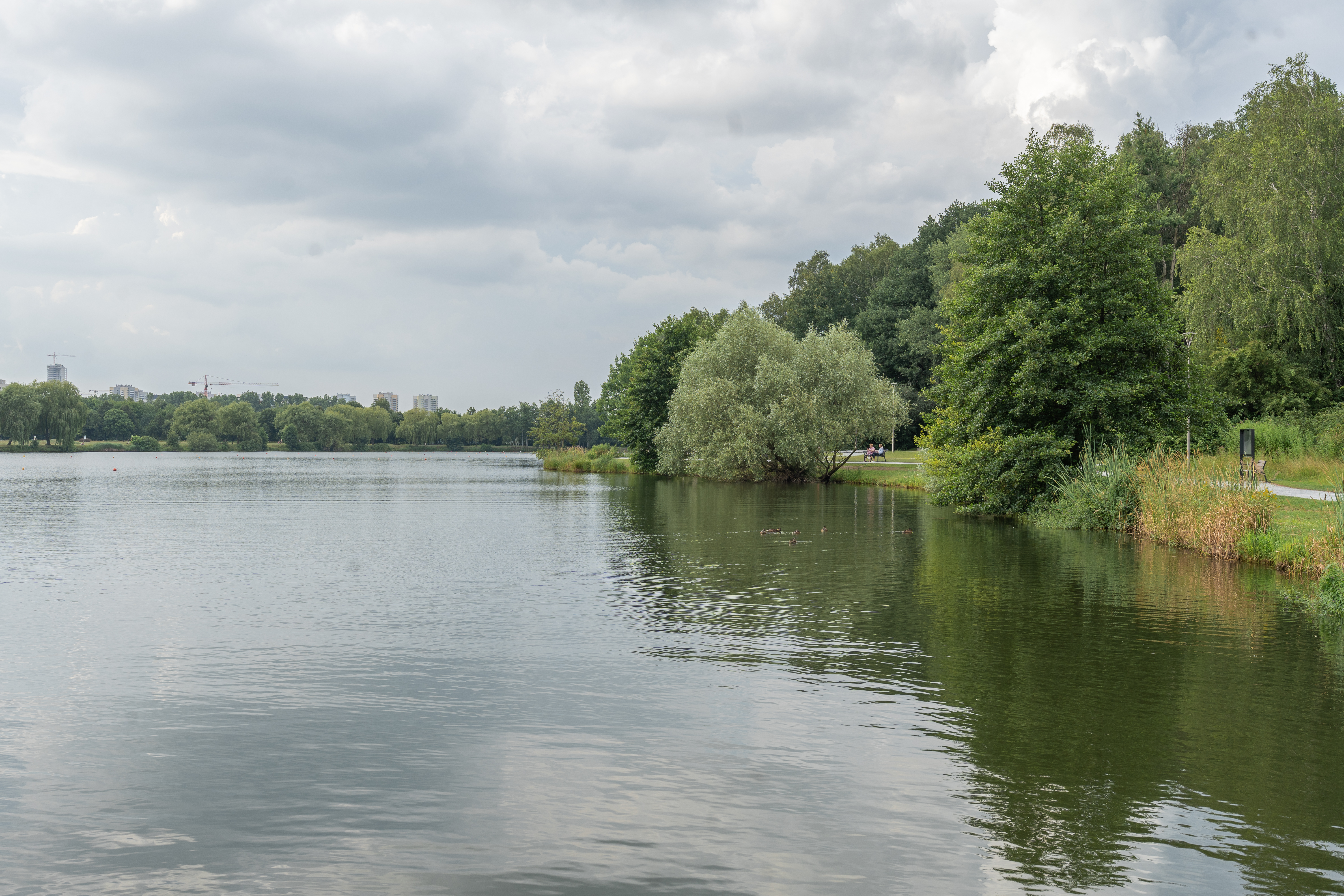
Staw Kajakowy (2024)

Roślinność wodna i nawodna rozwinięta jest przede wszystkim wokół najsłabiej użytkowanych stawów, zlokalizowanych w części południowej parku. Do pospolitych roślin towarzyszących zbiornikom należą: pałka szerokolistna, trzcina pospolita, manna jadalna, żabieniec babka wodna, ponikło błotne, przetacznik bobowniczek i przetacznik bobownik. W wielu akwenach introdukowano grążel żółty.
Bliskość terenów miejskich i ogrodów działkowych sprawiła, że na teren Katowickiego Parku Leśnego przedostało się wiele roślin obcego pochodzenia. Na brzegach lasów i siedliskach ruderalnych występują byliny – azjatyckie rdestowce (ostrokończysty i sachaliński), pospolicie spotykane są też nawłocie, a na obszarach leśnych wprowadzono dąb czerwony i czeremchę amerykańską.
Obszary zadrzewione graniczące bezpośrednio z terenami cieków i akwenów stanowią bardzo dobre miejsce dla rozwoju płazów i wielu gatunków ptaków, a obszar Katowickiego Parku Leśnego spełnia także ważną rolę dla ptaków odbywających wędrówki (na przelotach stwierdzono m.in. zimorodka, sieweczkę rzeczną oraz czaplę siwą), także jako miejsce zimowiskowe (zimują tutaj m.in.: łabędź niemy, krzyżówka, mewa śmieszka, mewa pospolita, łyska i kokoszka wodna).
Także obszary zadrzewione Katowickiego Parku Leśnego są miejscem bytowania wielu gatunków zwierząt – występują tutaj liczne gatunki owadów i ślimaków, które stanowią ważny pokarm dla wieli płazów, ptaków i ssaków. Park zamieszkują takie gatunki płazów, jak: ropucha szara, żaba trawna i traszka zwyczajna, a z ptaków następujące gatunki leśne: sójka, kos, drozd, zięba, sikora, kowalik czy dzięcioł duży. Zimą natomiast pojawia się gil, szczygieł oraz czyż. W lasach spotyka się wiewiórki, a rzadziej zające i sarny. Liczne są myszy i nornice, a zimą zachodzą tutaj dziki. W zbiornikach wodnych występują przede wszystkim ryby wprowadzane przez koła wędkarskie, w tym m.in.: leszcz, karp, płoć czy karaś. Spotyka się także kiełbie, słonecznice i ślizy. 
Tereny otwarte wokół stawów oraz plony śródleśne licznie odwiedzane są przez motyle, w tym z rodziny rusałkowatych. Często spotkać można rusałkę pawlika, rusałkę admirała oraz rzadziej rusałkę żałobnika. Na terenie parku, zwłąszcza przy ciekach i zbiornikach wodnych, stwierdzono obecność 28 gatunków ważek (na 49 gatunków zarejestrowanych z terenu całych Katowic).

## Historia i zagospodarowanie

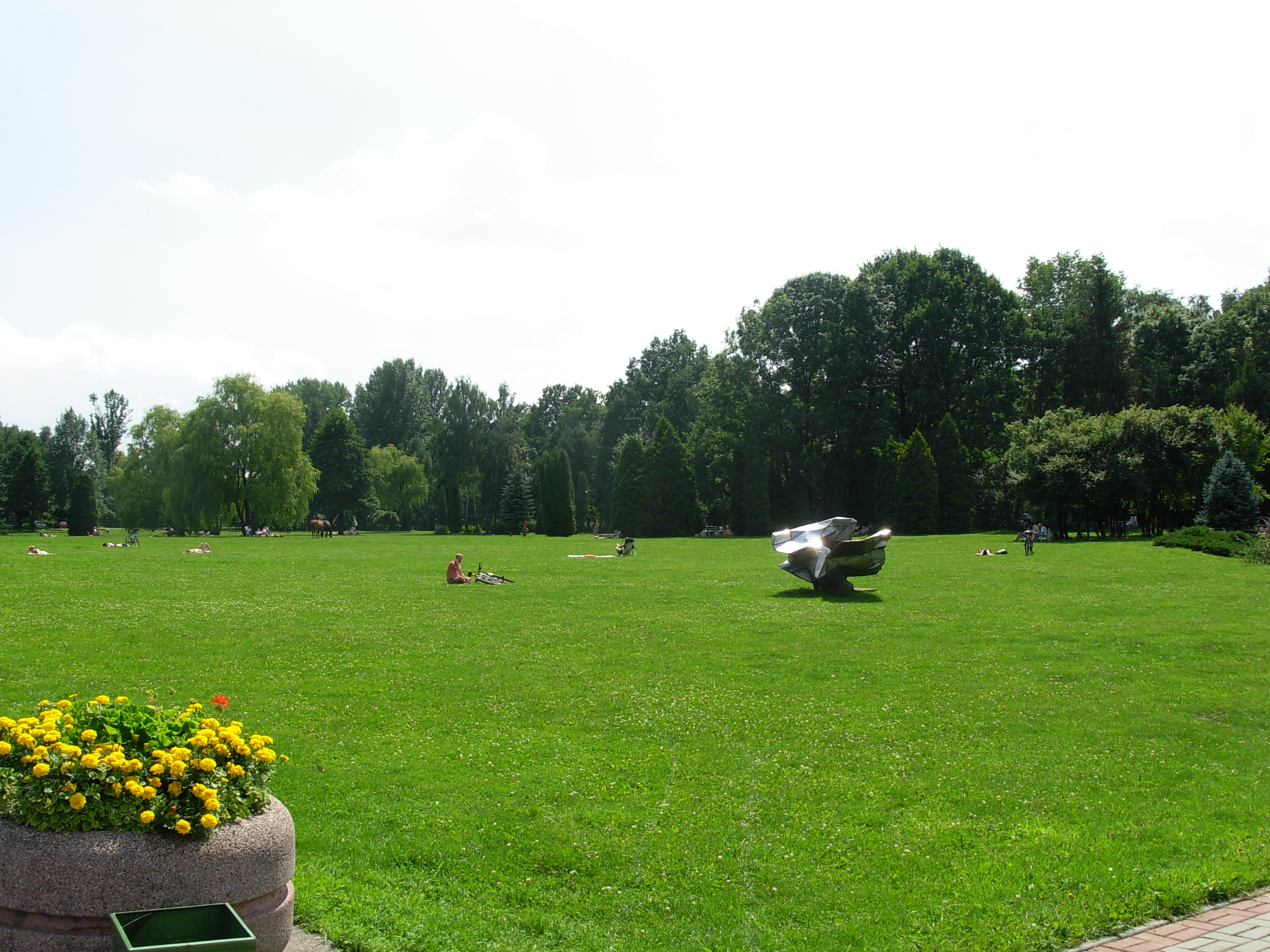
Fragment Katowickiego Parku Leśnego przy ulicy Francuskiej (2007)

Katowicki Park Leśny to największy powierzchniowo obszar zieleni urządzonej w Katowicach. Północną część parku obejmuje Dolinę Trzech Stawów, która jest intensywnie wykorzystywana rekreacyjnie, natomiast na południe od autostrady A4 (alei Górnośląskiej) ma on charakter leśny, z półnaturalnymi zbiorowiskami, urządzonymi alejkami spacerowymi i trawnikami w centralnej jego części (w rejonie lotniska Katowice-Muchowiec).  Użytkowany jest przez Zakład Zieleni Miejskiej w Katowicach, a jego zachodnia część wspólnie z Nadleśnictwem Katowice.

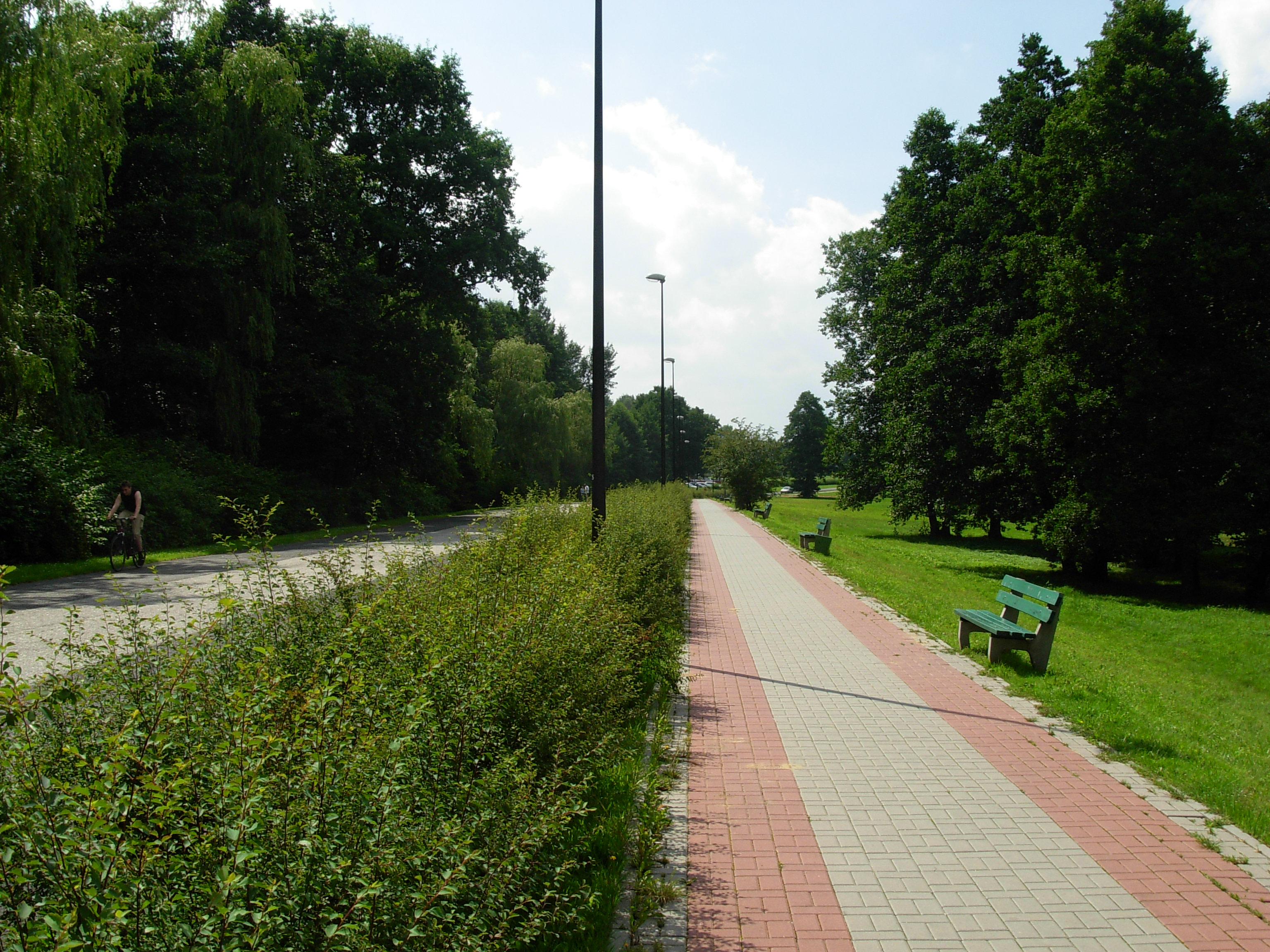
Fragment alei parkowej (2007)

Park został utworzony w latach 60. XX wieku. Przed 1971 roku Dolina Trzech Stawów została przecięta przez poprzecznie poprowadzony nasyp alei Górnośląskiej. W 1982 roku przy głównej alei parku został ustawiony wielki głaz upamiętniający Romana Stachonia, którego imieniem do 2010 roku był nazwany Katowicki Park Leśny – 25 stycznia Pada Miasta Katowice przyjęła uchwałę zmieniająca nazwę Katowicki Park Leśny imienia Romana Stachonia na Katowicki Park Leśny. Poprzednią nazwę park nosił od 1987 roku.
Północna część parku, obejmująca Dolinę Trzech Stawów, ograniczona od wschodu jest ulicą Murckowską, od południa aleją Górnośląską, a od zachodu ulicą K. Pułaskiego. Ma on charakter parkowy i poprzecinany jest asfaltowymi alejkami okalającymi stawy i biegnącymi między nimi. Na wschodnim brzegu stawu Kajakowego znajduje się pawilon gastronomiczny z tarasem, a także teatr letni i stoliki do gry. Przy ulicy Murckowskiej 215 znajduje się przystań wodna oraz boiska do siatkówki plażowej. W narożniku alei Górnośląskiej i ulicy Murckowskiej znajduje się pole kempingowe.
Południowo-wschodnia część Katowickiego Parku Leśnego sąsiaduje od północy z płytą lotniska Katowice-Muchowiec, od wschodu ulicą Pszczyńską, od południa ograniczony jest linią kolejową, a od zachodu ulicą Francuską. Jest ona powiązana kompozycyjnie z częścią parku po drugiej stronie ulicy Francuskiej. Przecięta jest alejkami i ścieżkami o dość regularnym układzie. 
- Rzeźby w Katowickim Parku Leśnym w rejonie ulicy Francuskiej[29]

Rzeźby w Katowickim Parku Leśnym w rejonie ulicy Francuskiej
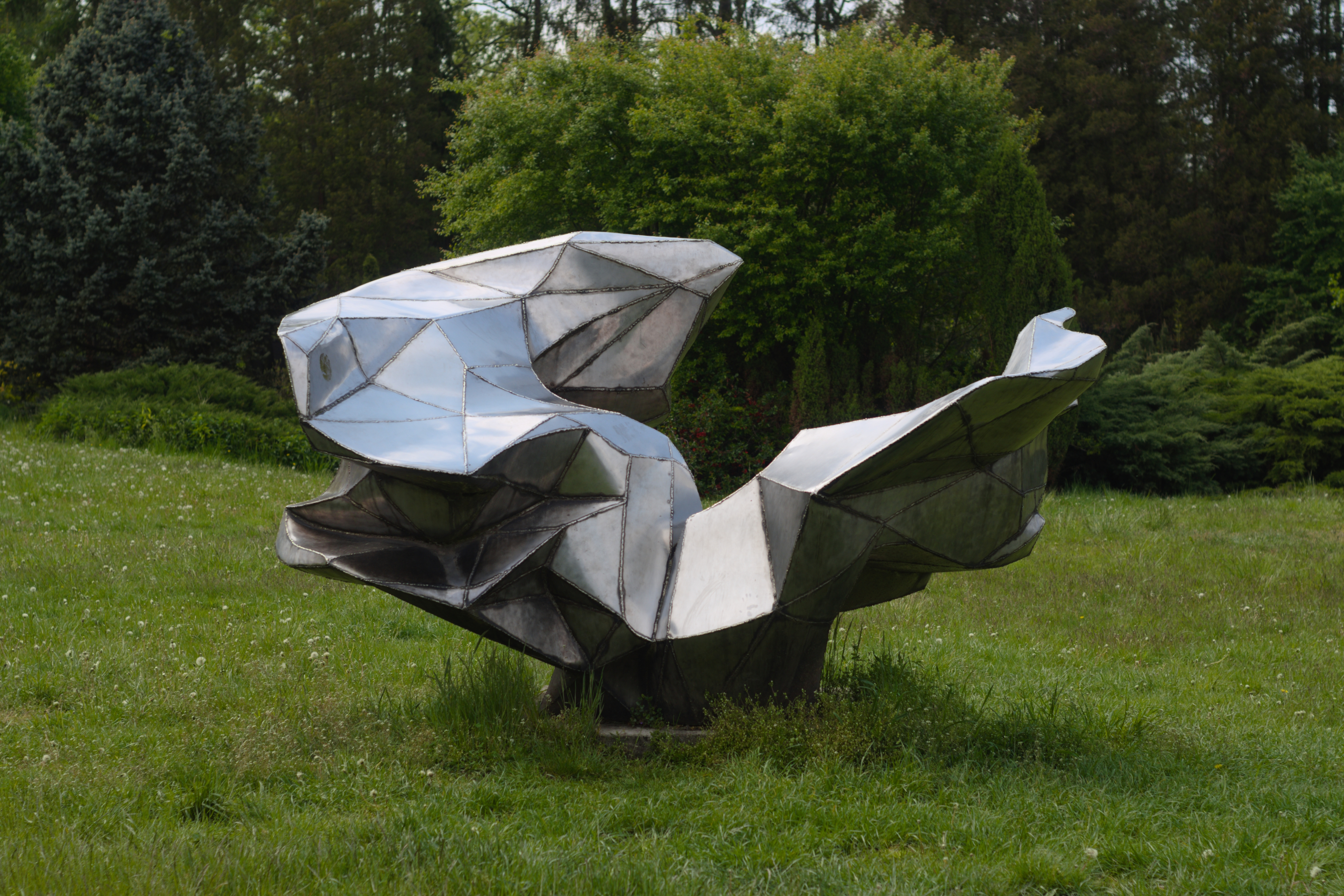
Rzeźba „Szum wiatru” autorstwa Gerarda Grzywaczyka (2020)
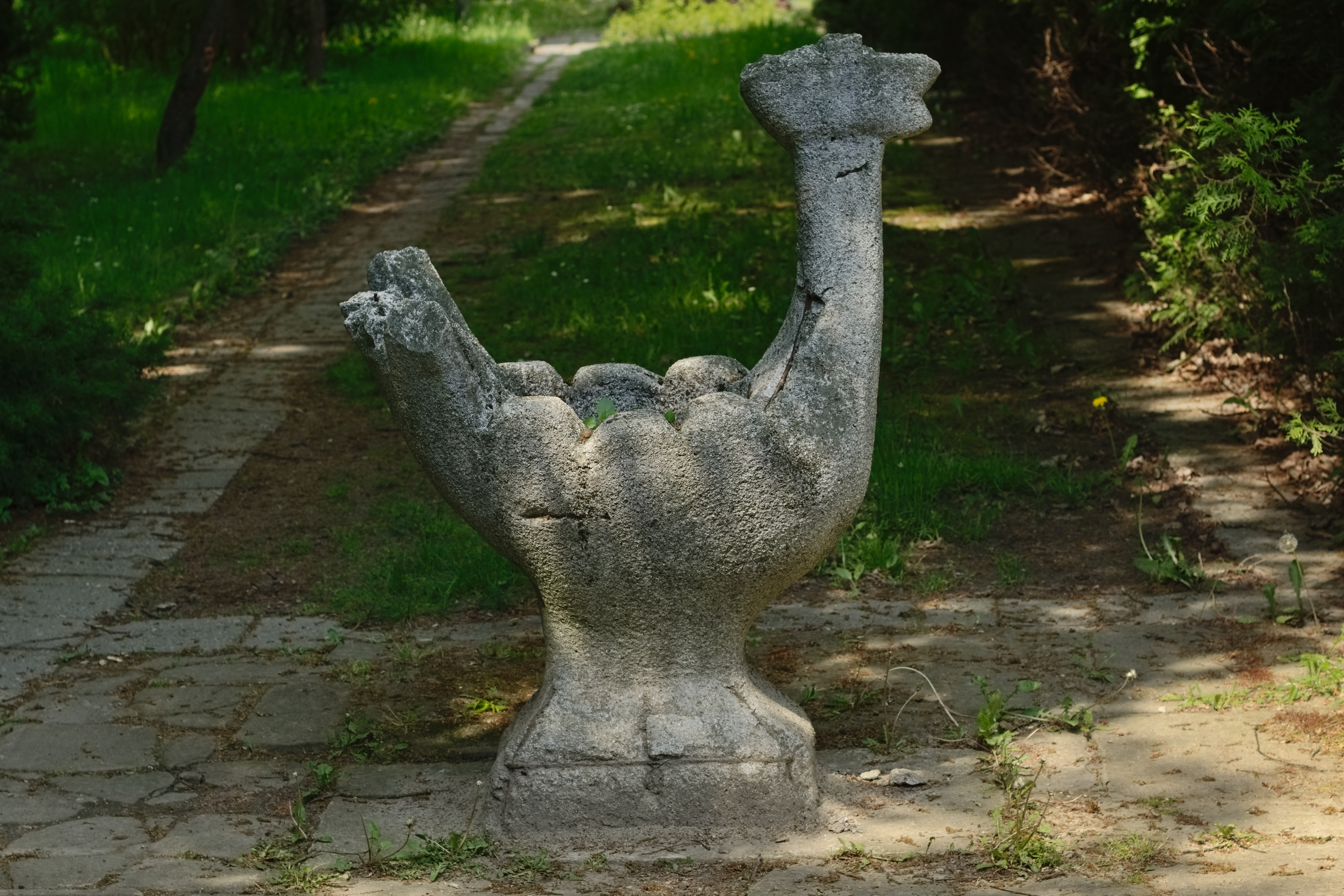
Rzeźba-kwietnik „Kogut” (2020)
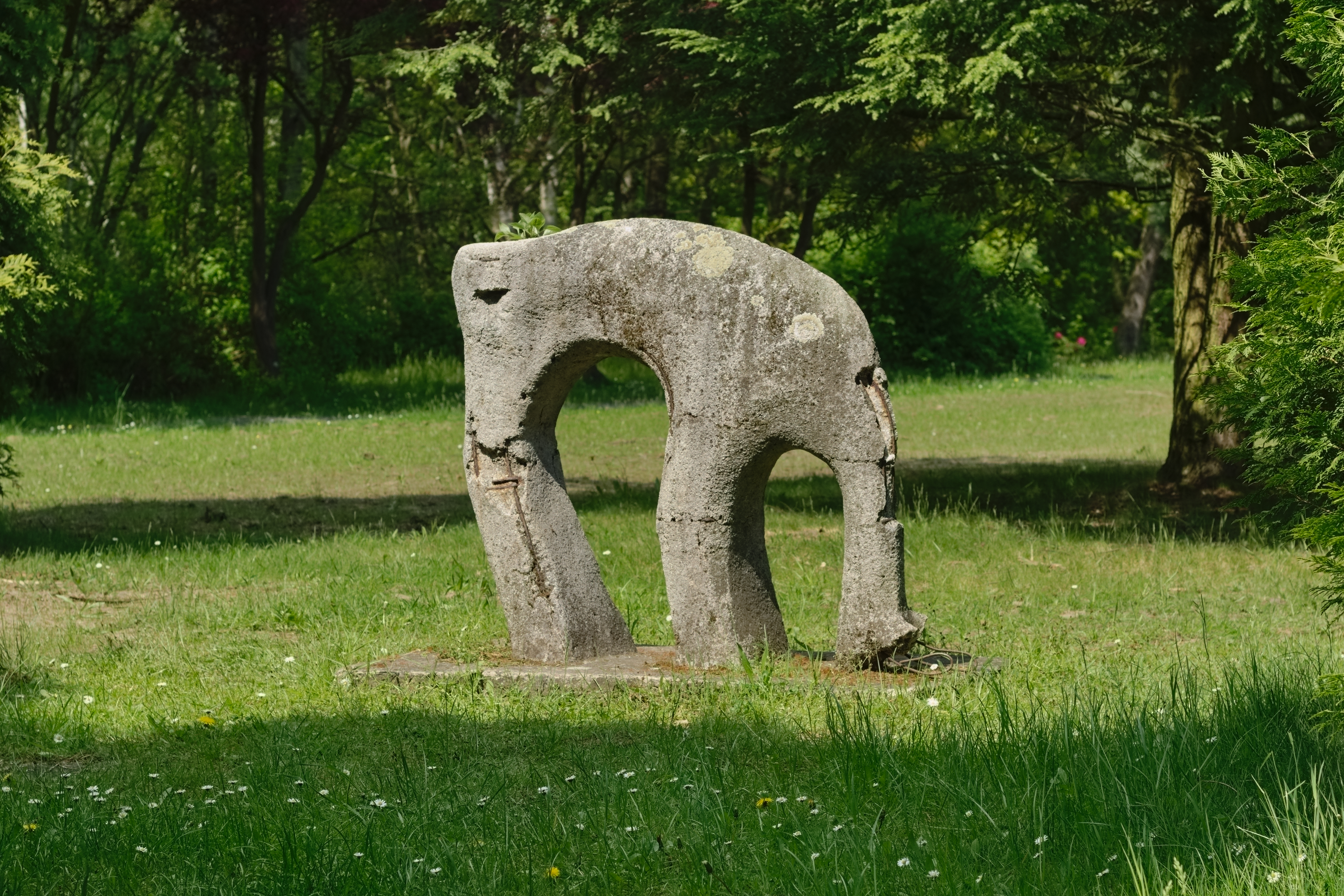
Rzeźba-kwietnik „Słoń” (2020)
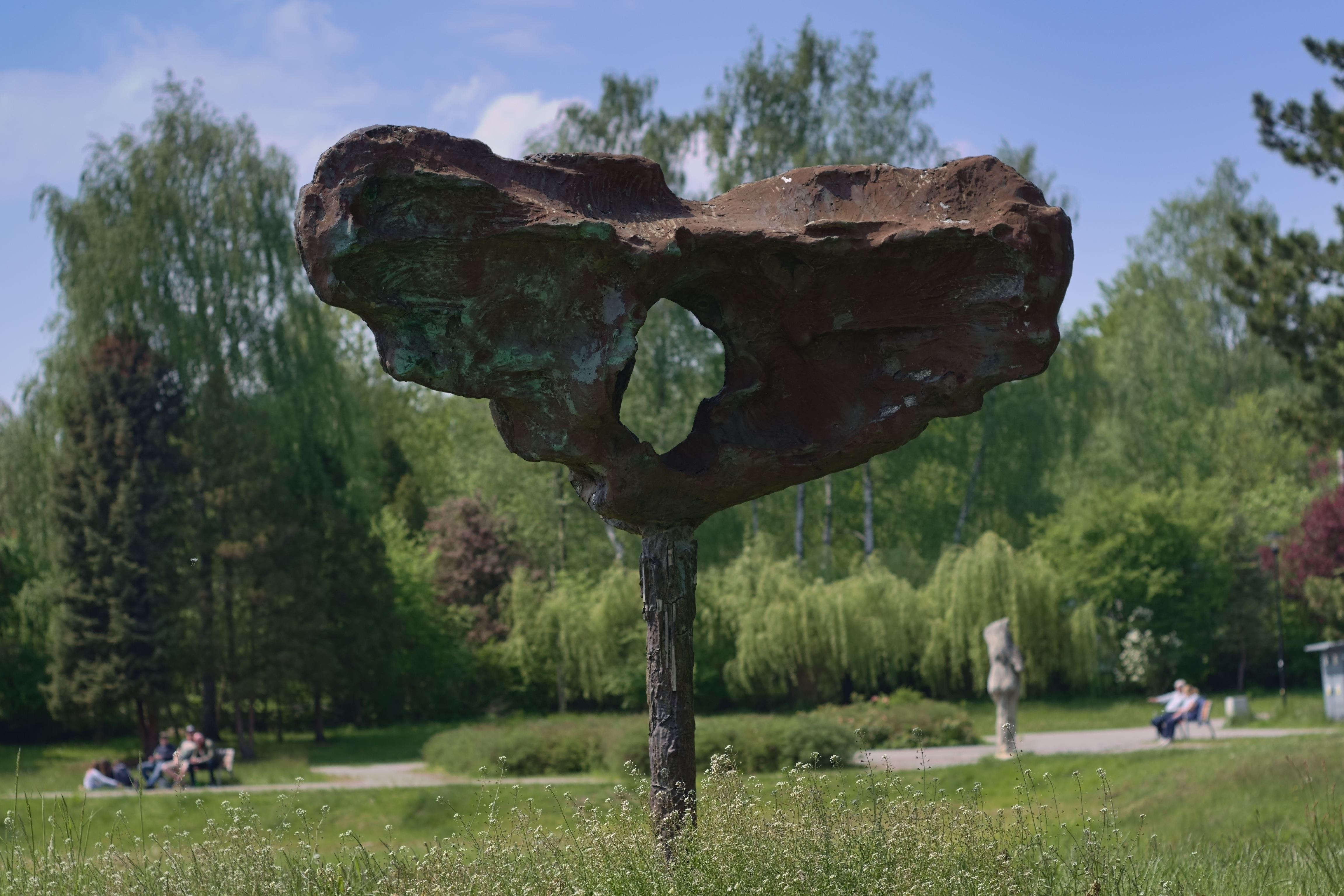
Rzeźba „Drzewo” (2020)
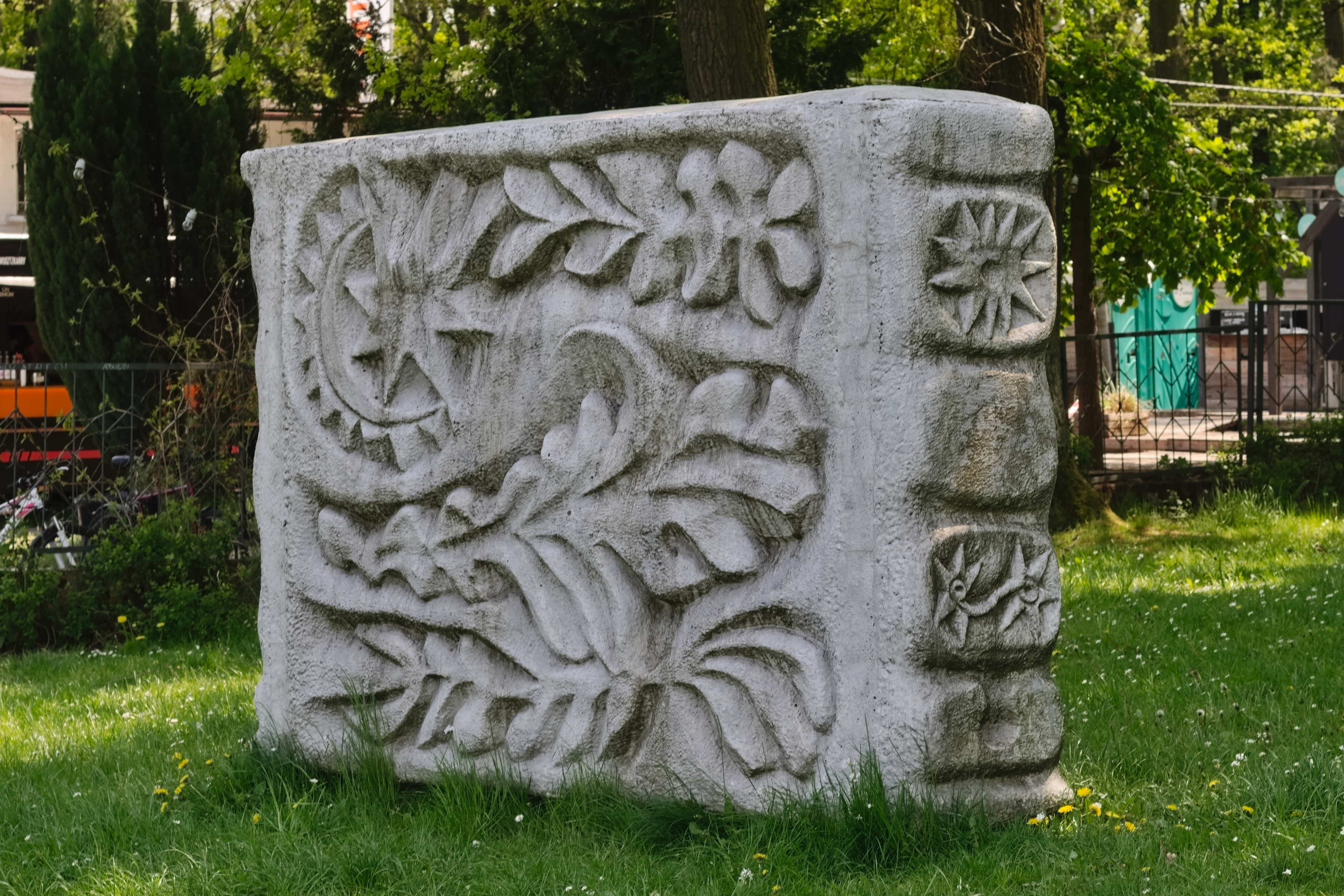
Płaskorzeźba z Pałacu Ślubów (2020)
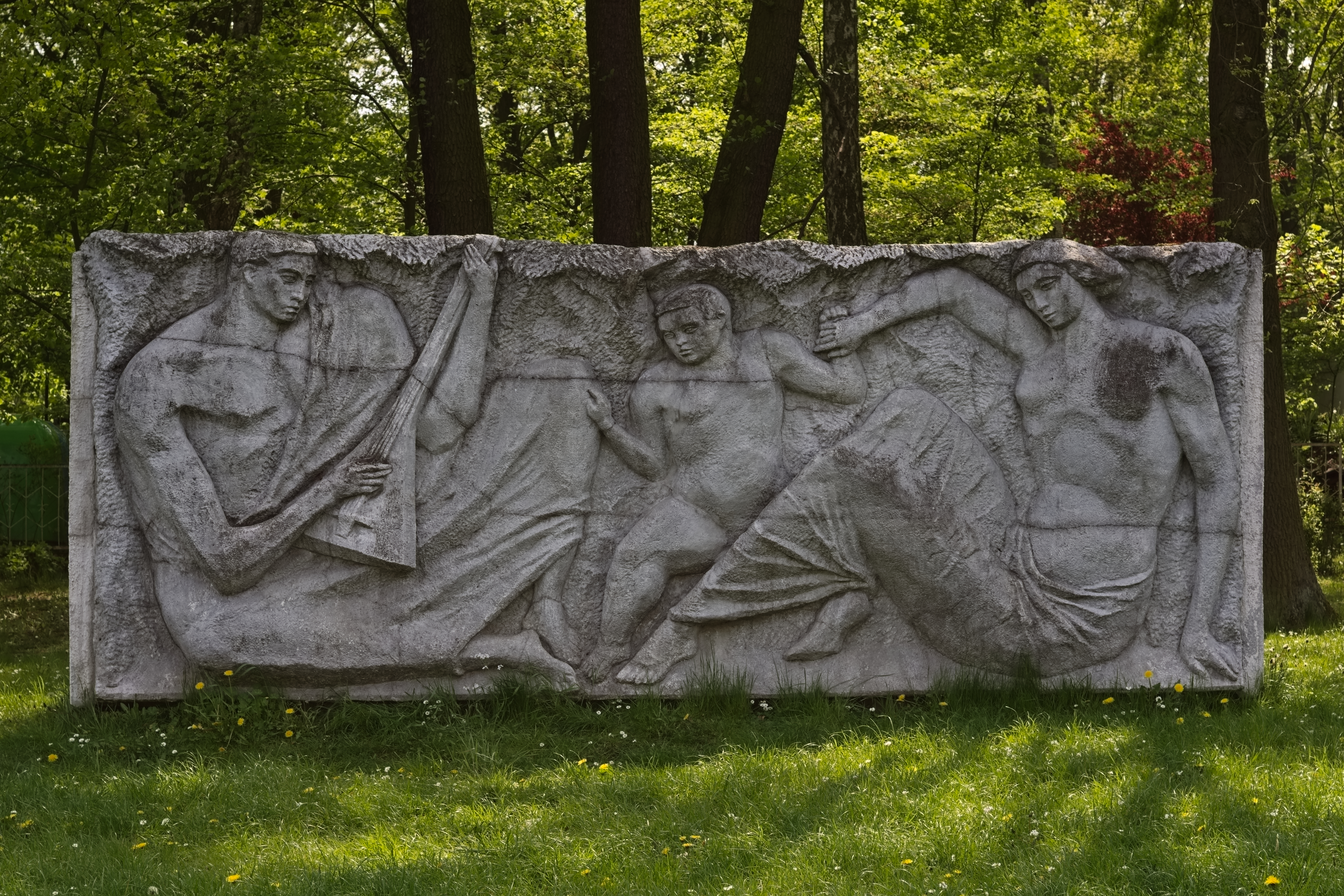
Płaskorzeźba z Pałacu Ślubów (2020)
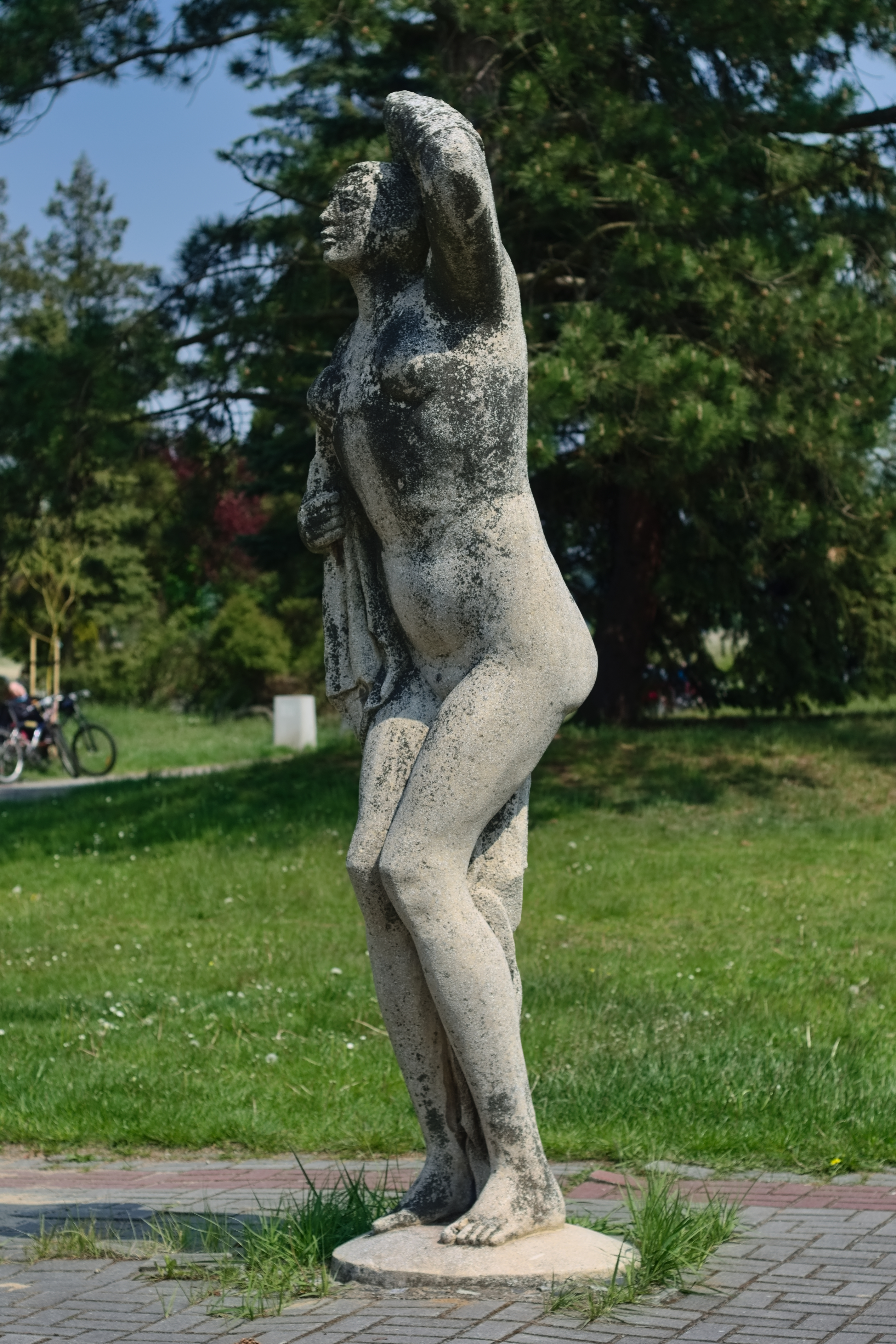
Rzeźba „Wychodząca z kąpieli” (2020)
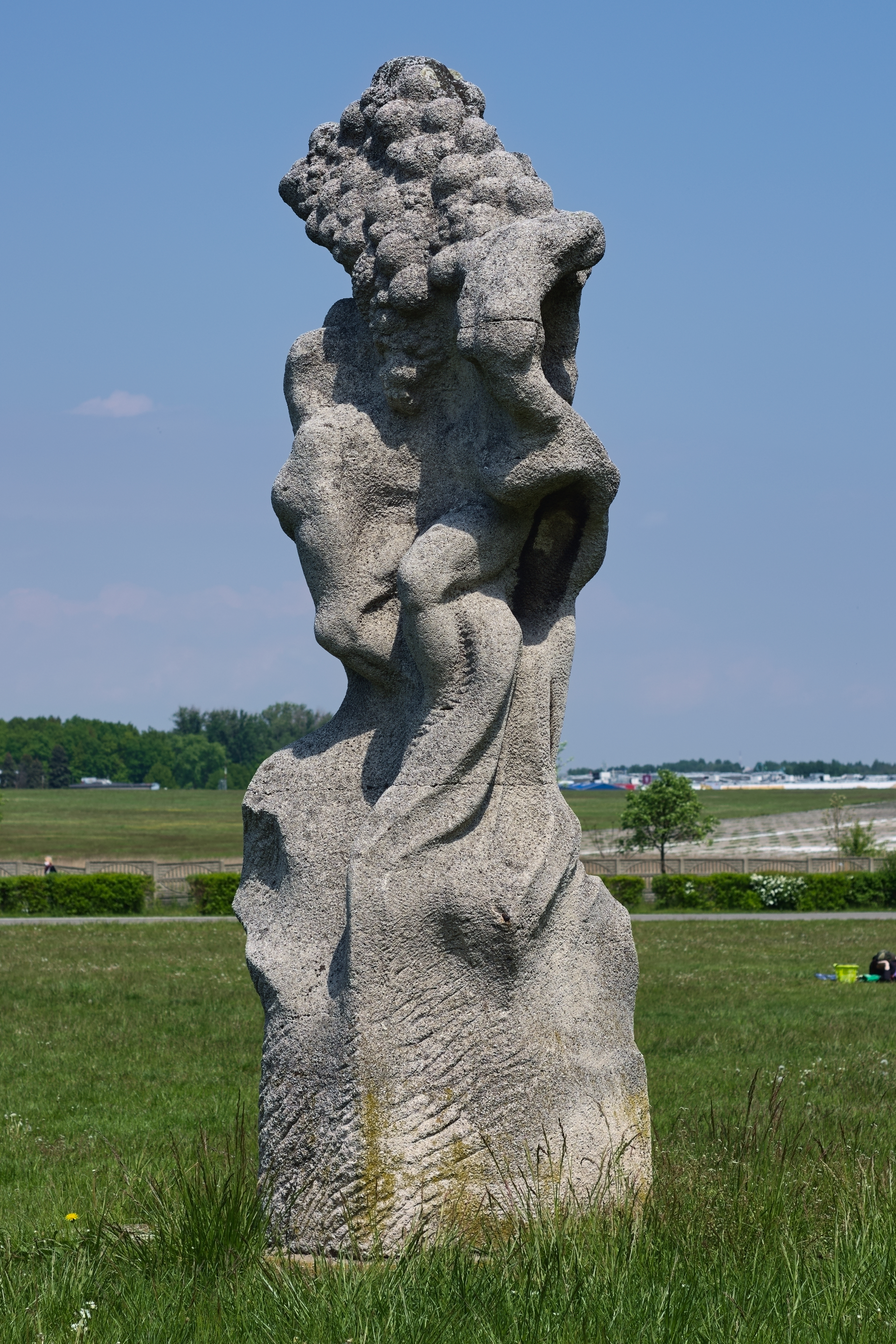
Rzeźba „Kłębowisko” (2020)
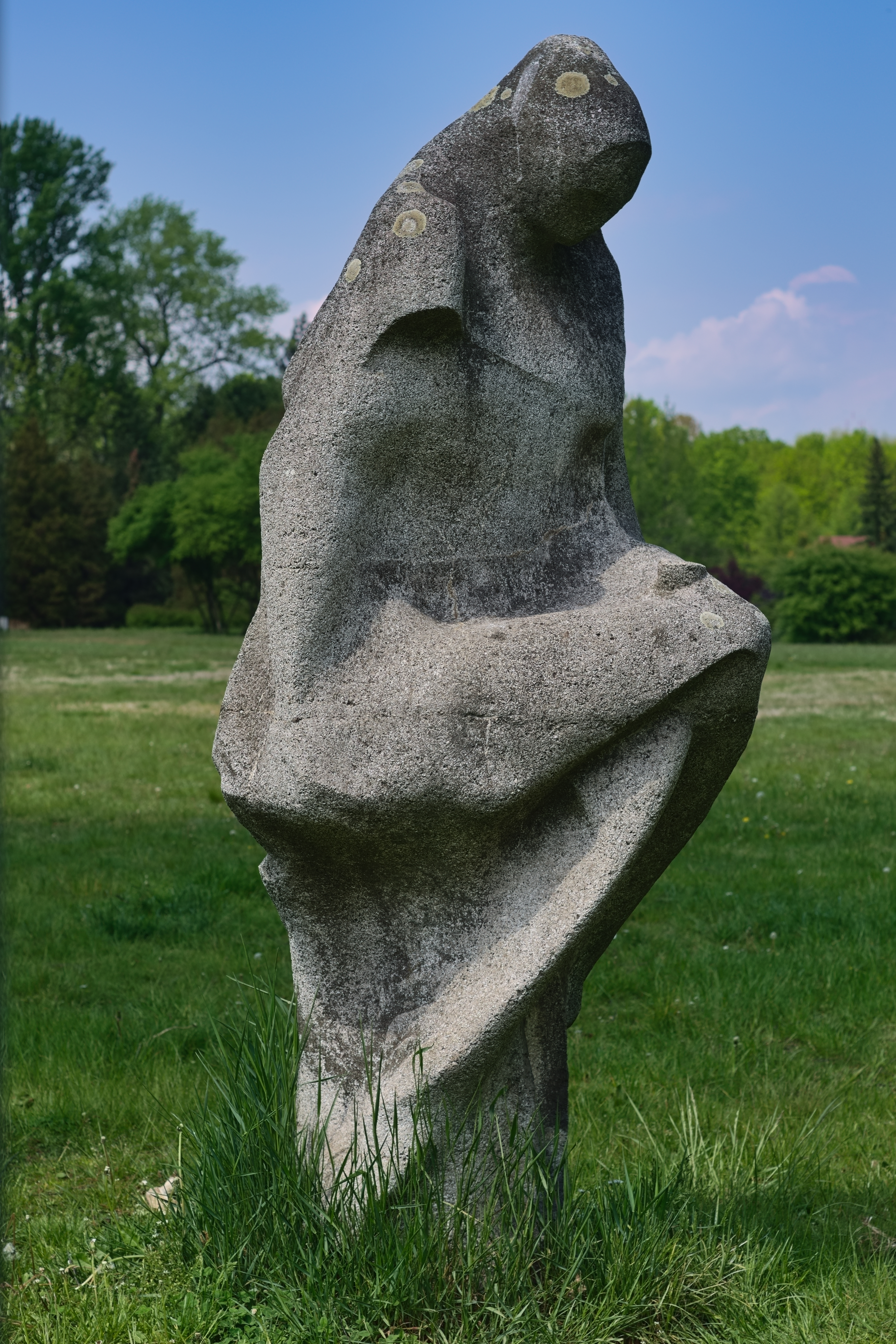
Rzeźba „Postać” (2020)
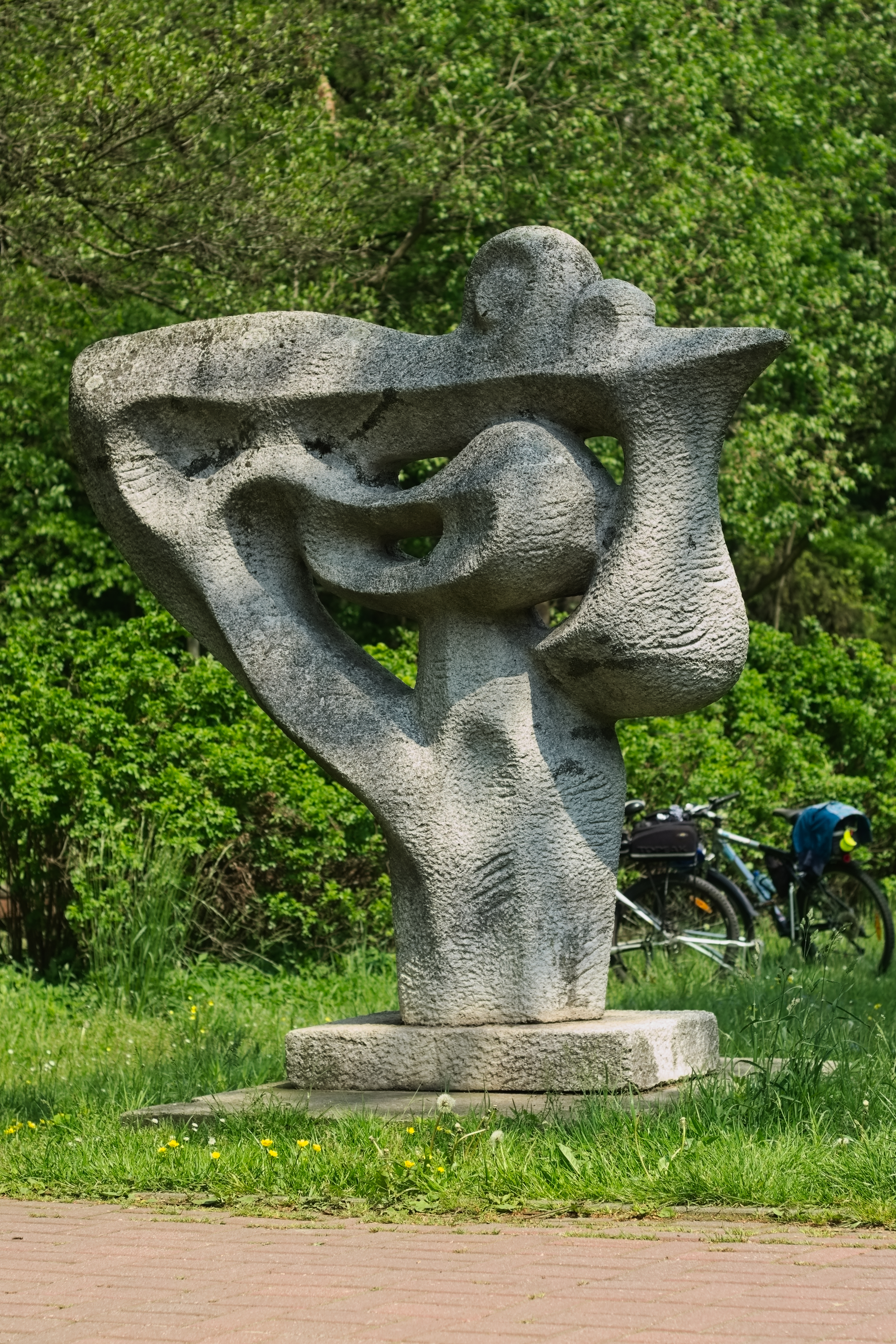
Rzeźba „Ptak-pelikan” (2020)
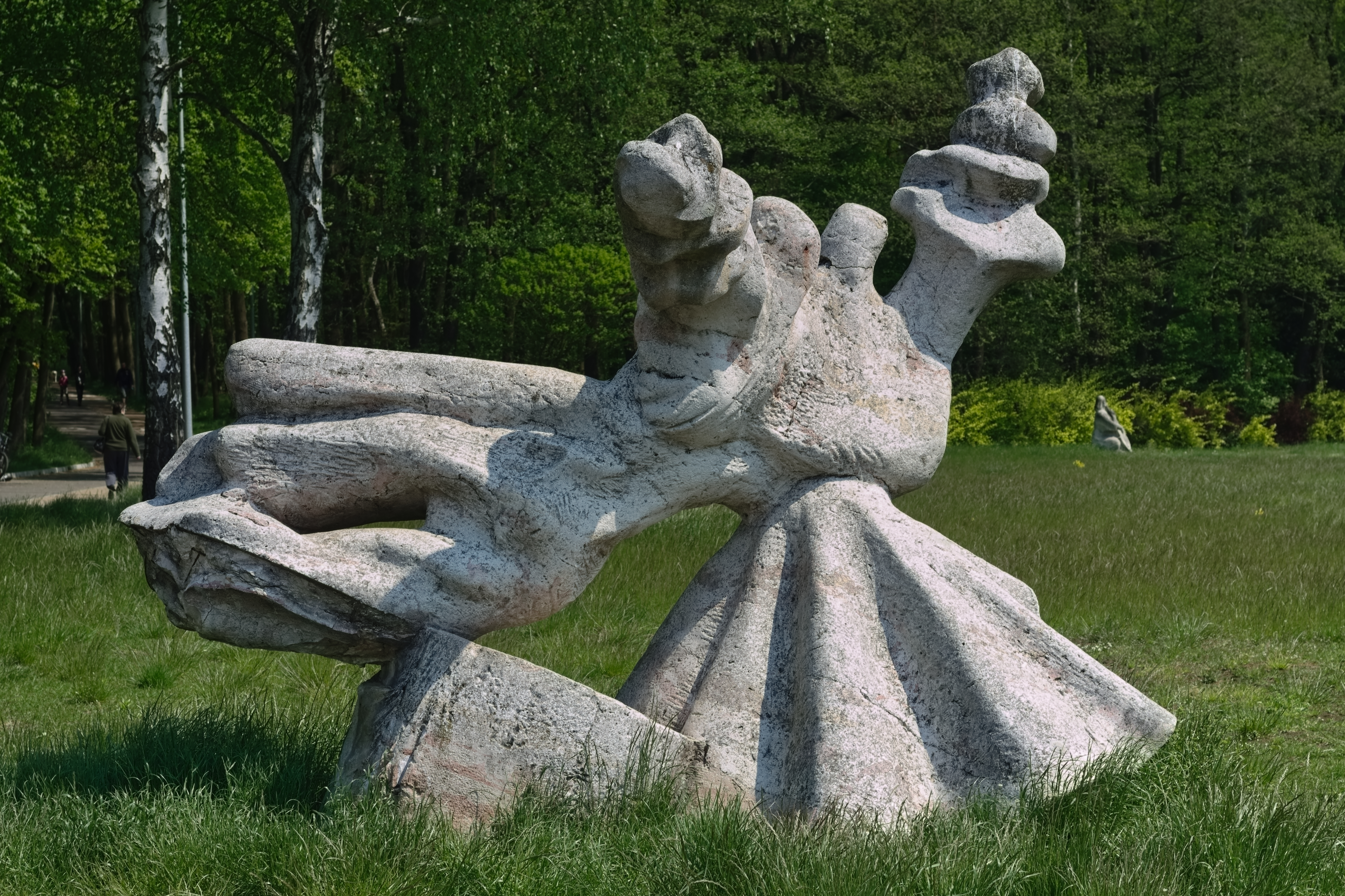
Rzeźba „Taniec” (2020)
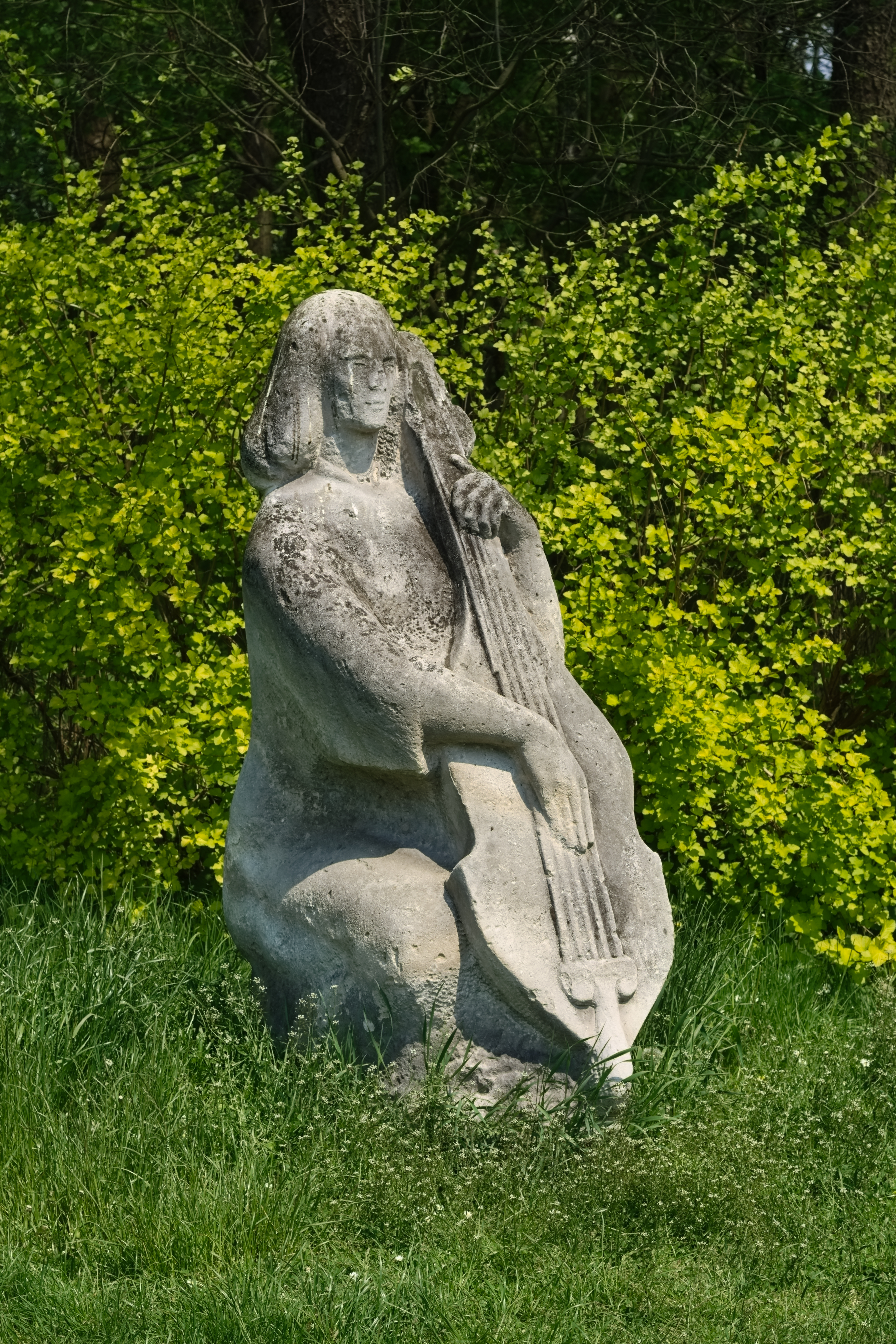
Rzeźba „Wiolonczelistka” (2020)
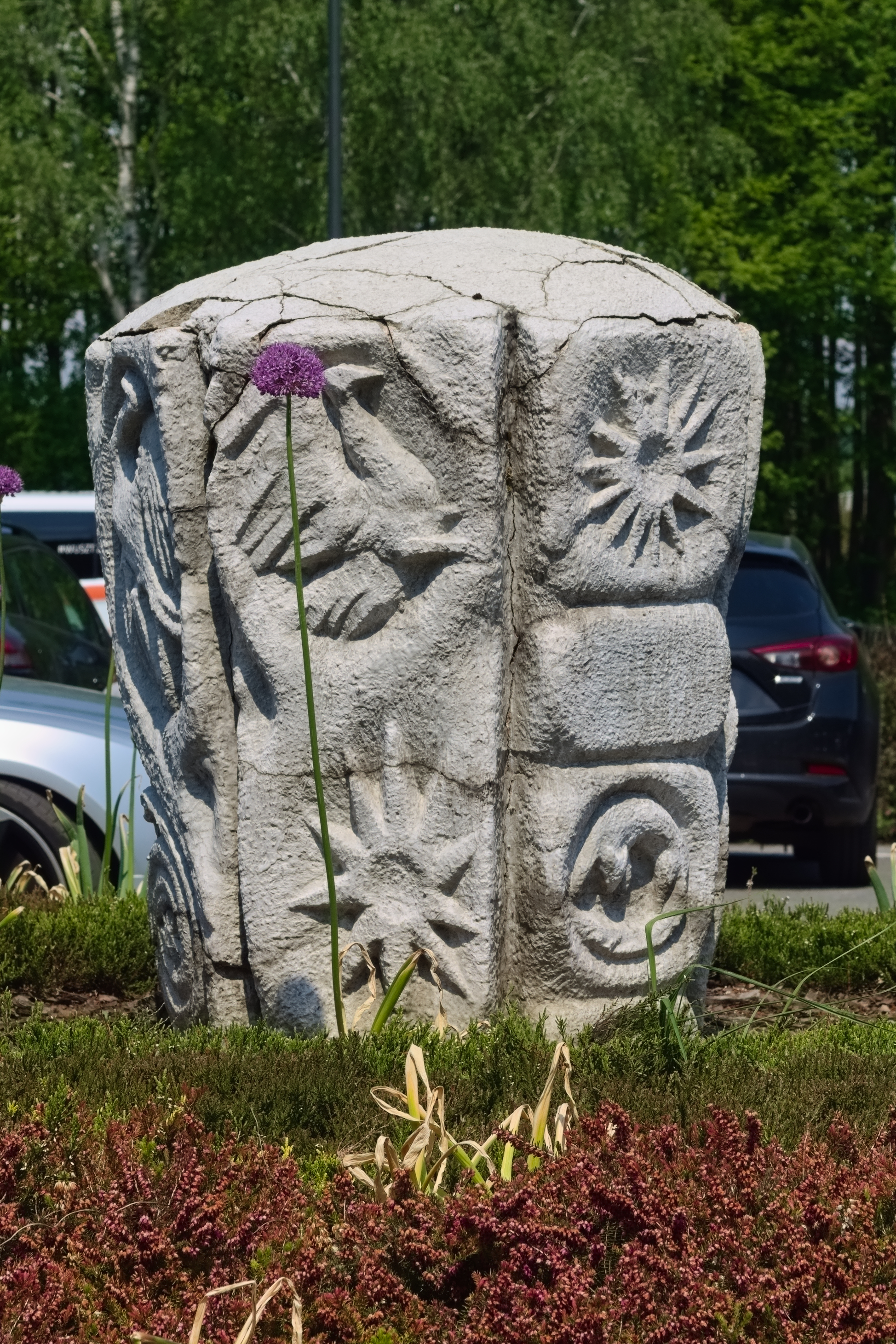
Rzeźba „Totem” (2020)

Obszar Katowickiego Parku Leśnego w rejonie skrzyżowania ulic Francuskiej i Trzech Stawów jest miejscem, w którym prezentowane są rzeźby plenerowe, czemu sprzyjają otwarte tereny łąkowe. Zostały one umieszczone w ramach Ogólnopolskiej Wystawy Ogrodniczej zorganizowanej w 1979 roku. Tematyka rzeźb, wielkość, jak i materiał z którego zostały zrobione (kamień, żelbet, stal i tworzywo sztuczne), są bardzo zróżnicowane. Wiele form rzeźbiarskich jest umieszczonych na cokołach lub na trawie, przez co uzyskano maksymalne zespolenie tych form z otaczającym krajobrazem. Rzeźby przedstawiają m.in.: aligatora, alpaka, bizona, drzewo, koguta, skrzydło czy słonia, a także postacie, w tym matkę czy wiolonczelistkę. W sierpniu 2021 roku przeniesiono tutaj płyty z płaskorzeźbami pochodzącymi z rozebranego w tym samym roku budynku Pałacu Ślubów przy alei W. Korfantego. Są to cztery płyty ułożone dwustronne, tworzące dwie kompozycje rzeźbiarskie.

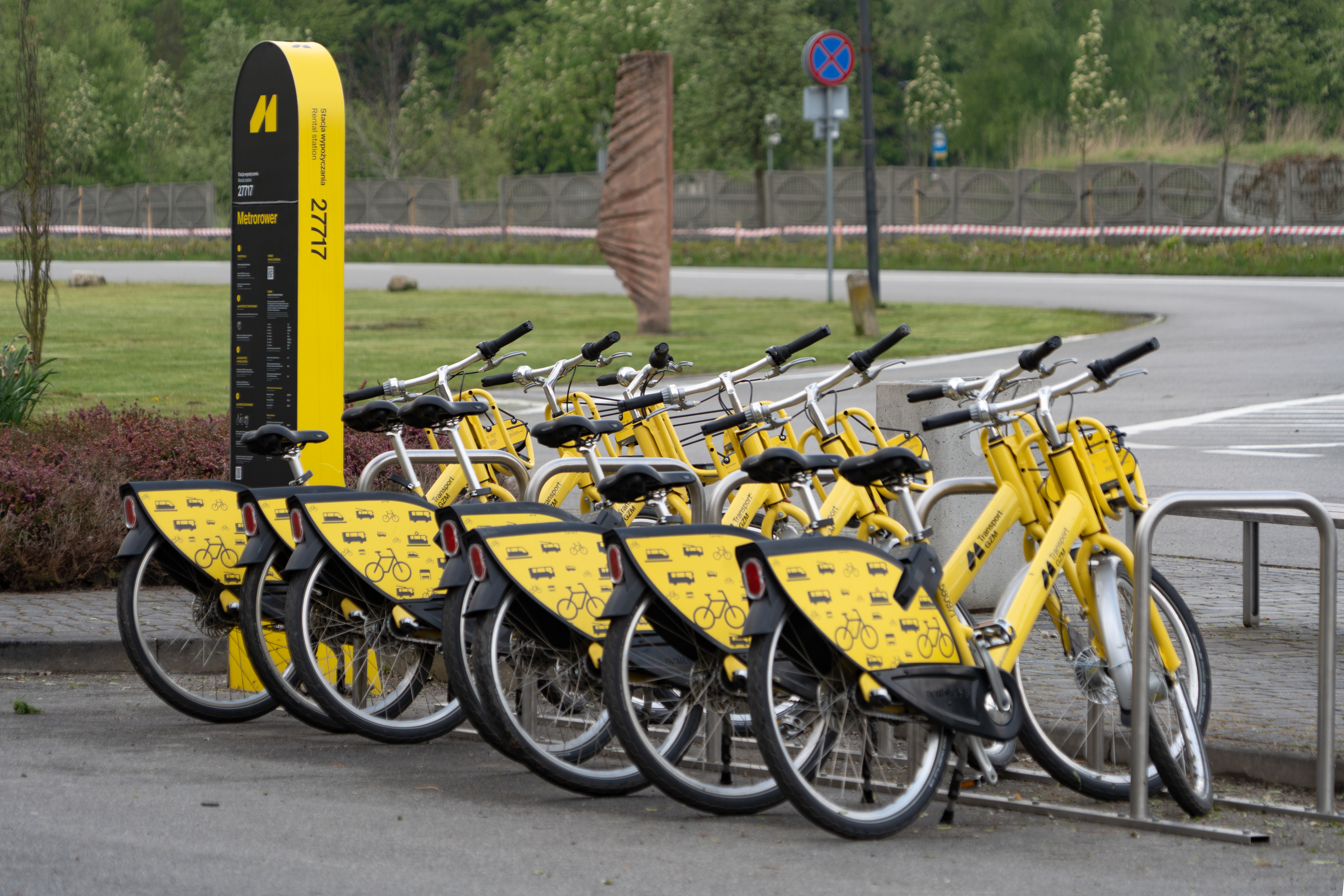
Stacja Metroroweru w rejonie ulicy Francuskiej (2024)

Przy ulicy Francuskiej 180a siedzibę ma zarząd Katowickiego Parku Leśnego, a na końcu ulicy Francuskiej w latach międzywojennych znajdował się Zamek Leśny w Muchowcu, gdzie prowadzona była restauracja, ogród wycieczkowy i pływalnia.
Zachodni fragment parku, znajdujący się pomiędzy ulicą Francuską a kolonią św. Huberta i osiedlem Ptasim ma charakter krajobrazowy, z zachowaną siecią drożną.
W Katowickim Parku Leśnym kończy się ulica Francuska, gdzie zlokalizowana jest pętla autobusowa. Przy pętli funkcjonuje przystanek Muchowiec Korty Pętla, na którym według stanu z września 2024 roku zatrzymywała się jedna linia autobusowa obsługiwana przez ZTM – nr 110. W bliższej środkowej części parku ulicy Francuskiej znajdują się miejsca parkingowe. Według stanu z września 2024 roku, na terenie Katowickiego Parku Leśnego funkcjonują trzy stacje Metroroweru: 27699 (przy stawie Oczko), 27715 (ulica Trzech Stawów na wysokości stawu Kajakowego) i 27717 (w pobliżu skrzyżowania ulic Francuskiej i Trzech Stawów). 
Na przełomie października i listopada 2023 roku w Katowickim Parku Leśnym trwały testy autonomicznego autobusu poruszającego się wzdłuż ulicy Trzech Stawów. Były to pierwsze testy tego typu pojazdy w Polsce

## Sport i rekreacja

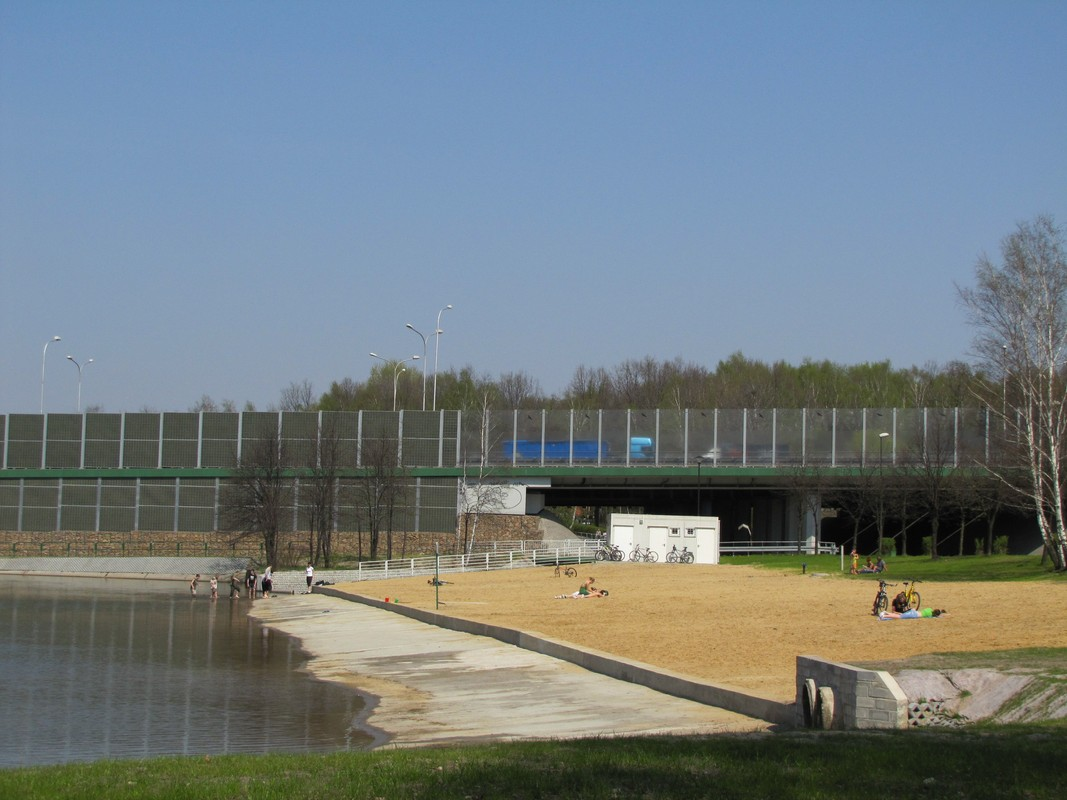
Kąpielisko w parku (2011)

Katowicki Park Leśny daje możliwość aktywnego spędzenia wolnego czasu. Znajduje się tutaj rolkostrada (jedna z najdłuższych w Polsce; tworzy ona pętlę o długości 4 km), drogi dla rowerów, place zabaw i boiska, a także, stoliki szachowe i korty tenisowe. W sezonie organizowane są tutaj imprezy kulturalne (koncerty, festyny) i sportowe (w tym biegi, wyścigi kolarskie i zawody wędkarskie). Miejscem koncentracji działalności sportowo-rekreacyjnych w Katowickim Parku Leśnym jest Dolina Trzech Stawów, który tę funkcję pełni od 1912 roku.
Przy ulicy Francuskiej 261 funkcjonowało boisko piłkarskie 1. FC Katowice, które działało w latach 1934–1945. W 1947 roku utworzono tutaj tor żużlowy, w latach 1957–1966 na tym terenie powstała stadnina koni. Współcześnie funkcjonują tutaj korty tenisowe. W sąsiedztwie Katowickiego Parku Leśnego mieści się lotnisko sportowe Aeroklubu Śląskiego.
Przez tereny Katowickiego Parku Leśnego przechodzą następujące szlaki turystyczne oraz rowerowe:
- Katowicki Szlak Spacerowy: Chorzów – Katowice (Katowicki Park Leśny) – Hamerla[46],
- Szlak Historii Górnictwa Górnośląskiego: Łubianki – Siemianowice Śląskie – Katowice (Katowicki Park Leśny) – Mikołów – Orzesze – Rybnik[46],
- Szlak Parkowy: park T. Kościuszki – Katowicki Park Leśny[46],
- nr 1: Śródmieście (pomnik Powstańców Śląskich) – Katowicki Park Leśny – Piotrowice-Ochojec – Kostuchna – Podlesie (ul. Zaopusta)[47],
- nr 5: Szopienice-Burowiec (staw Borki) – Janów-Nikiszowiec – Zawodzie – Katowicki Park Leśny[47].